# 约亨·丹内贝格
约亨·丹内贝格（德語：Jochen Danneberg，1953年4月9日—），德国男子跳台滑雪运动员。他曾代表东德参加1976年和1980年冬季奥林匹克运动会跳台滑雪比赛，获得一枚银牌。